# Anita Hansbo

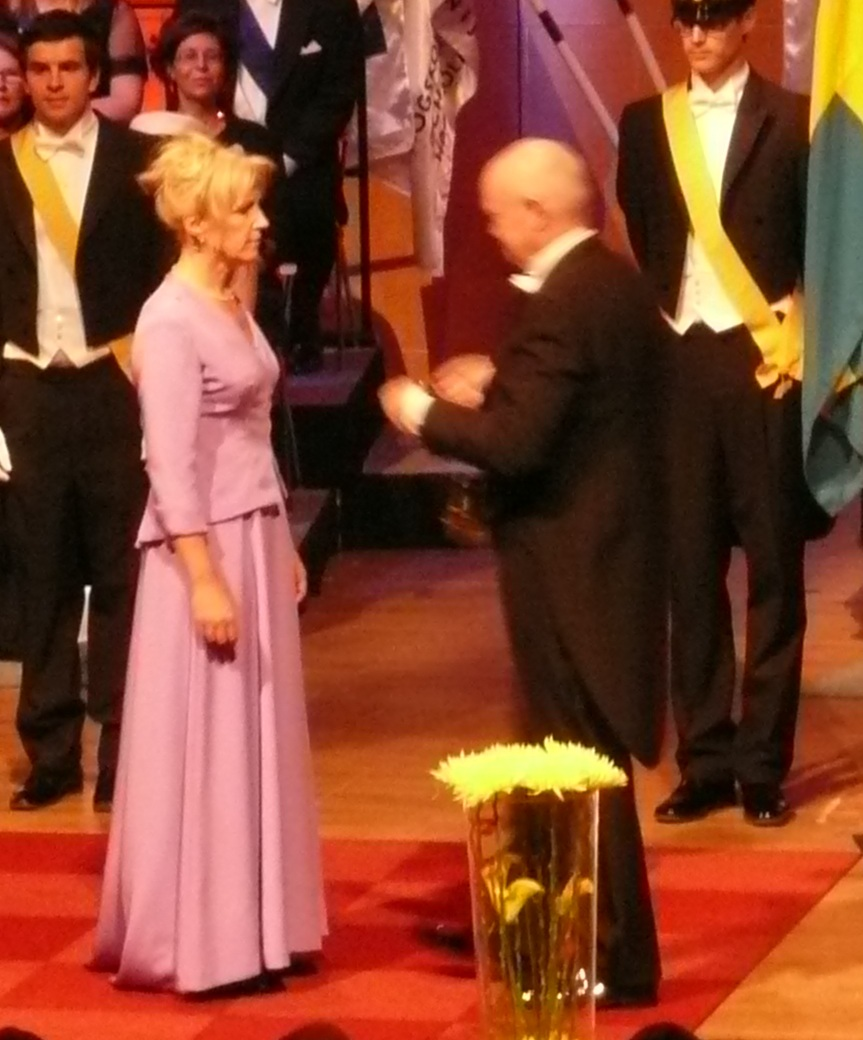
Installatie als rector van de Universiteit van Jönköping, 2010

Anita Hansbo, geboren als Anita Liselott Inger Löfquist (parochie Tofteryds, Jönköpings län, 25 augustus 1960), is een Zweedse hoogleraar wiskunde en de voormalige rector van de Universiteit van Jönköping.

## Opleiding en vroege carrière
Hansbo promoveerde in 2000 bij de Universiteit van Göteborg op het proefschrift Some Results Related to Smoothing in Discetized Linear Paraabolic Equations. Haar begeleider bij het onderzoek was Vidar Thomée.
Voordat zij naar de Universiteit van Jönköping kwam, gaf Hansbo les aan de Universiteit van Göteborg, aan de Technische Universiteit Chalmers, aan de Universiteit van Karlstad en aan de Zweedse Högskolan Väst. In deze laatste aanstelling startte ze in de jaren 1990. Ze werd daar in 2004 plaatsvervangend vice-kanselier.
In deze periode publiceerde zij onder andere over bepaalde toepassingen van de eindige-elementenmethode.

## Hoogleraar en rector in Jönköping
Hansbo verhuisde in 2007 naar de universiteit van Jönköping en werd daar eerst universiteitsdirecteur, vervolgens, in 2009 waarnemend rector en in 2010 rector.
Als hoofd van de universiteit was ze verantwoordelijk voor de officiële naamswijziging van Högskolan i Jönköping naar de Engelse vertaling, Jönköping University.
In 2016 ging ze met verlof van de universiteit vanwege chronische vermoeidheid en kondigde ze aan dat ze met ingang van juni 2018 zich zou terugtrekken als rector, waarbij ze haar functie als hoogleraar wiskunde echter zou behouden.
Sinds 2015 is ze bestuurslid van de Zweedse televisie SVT en sinds 2019 werkt ze daarnaast als consultant bij haar eigen bedrijf met de naam Lianesto AB. Zij is ook in 2024 nog lid van de Board van Chalmers University.

## Persoonlijk
Anita Hansbo is de dochter van ondernemer Ingvar Sandahl. In 1989 trouwde ze met Peter Hansbo (geboren in 1959).